# 12 мавп (телесеріал)
«12 мавп» (англ. 12 Monkeys)  — американський телесеріал, який виходить на каналі Syfy з 16 січня 2015 року. Це науково-фантастична детективна драма, знята за однойменним фільмом Террі Гілліама 1995 року, який в свою чергу знятий за короткометражкою Кріса Маркера «Злітна смуга» (фр. La Jetée) 1962 року.
12 березня 2015 р. телесеріал продовжений на другий сезон, прем'єра якого відбулась 18 квітня 2016 року.
29 червня 2016 р. телесеріал продовжено на 10-ти серійний третій сезон, прем'єра якого, звісно ж, запланована на 2017-й рік.
16 березня 2017 р. телесеріал продовжено на 10-ти серійний четвертий і останній сезон, прем'єра якого запланована на 2018 р .

## Сюжет
Мандрівник у часі Джеймс Коул переміщається з 2043 року до наших днів для того, щоб зупинити смертельний вірус, створений загадковою організацією під назвою «Армія Дванадцяти мавп». Цей вірус, в оригінальному часовому проміжку Коула, спричинив загибель 93,6% світового населення. Коулу допомагатиме видатний вірусолог Кассандра Рейлі.

## У ролях

### Головний склад
- Аарон Стенфорд  — Джеймс Коул, хрононавт, який хоче, як зберегти людську расу, так і звільнити себе від нелегкого минулого.
- Аманда Шулл  — Кассандра Рейллі, видатний вірусолог.
- Кірк Асеведо  — Ремсі, найкращий друг Коула.
- Ной Бін[en]  — Аарон Маркер, коханець Кассандри і політичний інсайдер.

### Другорядний склад
- Емілі Гемпшир  — Дженніфер Гойнс, математичний геній, яка зустрічає Коула в психлікарні.
- Барбара Зукова  — Джонс, творець машини часу.
- Том Нунан  — злодій, який очолює Армію Дванадцяти Мавп.

## Виробництво
Вперше Syfy оголосив про розробку телевізійної адаптації фільму «12 мавп» у липні 2013 року, зробивши замовлення пілотної серії через місяць, 26 серпня 2013 року. 4 квітня 2014 року проект отримав замовлення на весь серіал. Террі Маталас і Тревіс Фікетт написали сценарій пілоту, а Джеффрі Рейнер його зрежисував, в той час як Наталі Чейдез виступила як шоуранер. Маталас презентував новий серіал як «повне переосмислення» фільму, а не просто ремейк, посилаючись на «Петлю часу» як натхнення для створення візуальних ефектів про подорожі у часі.
Серіал продюсували компанії Universal Cable Productions та Atlas Entertainment. Основні зйомки проходили у Торонто.
Аарон Стенфорд, Аманда Шулл, Ной Бін і Ксандер Берклі раніше знімалися разом у телесеріалі «Нікіта» (2010).

## Епізоди
| Сезон | Епізоди | Епізоди | Оригінальний показ | Оригінальний показ |
| Сезон | Епізоди | Епізоди | Перший показ       | Останній показ     |
| ----- | ------- | ------- | ------------------ | ------------------ |
| 1     | 13      | 13      | 16 січня 2015      | 10 квітня 2015     |
| 2     | 13      | 13      | 18 квітня 2016     | 18 липня 2016      |
| 3     | 10      | 10      | 19 травня 2017     | 21 травня 2017     |
| 4     | 11      | 11      | 15 червня 2018     | 6 липня 2018       |